# 1924年香港潔淨局選舉
1924年香港潔淨局選舉原定在12月1日舉行，選出潔淨局的一名非官守議員。菲勞明洛·玛丽亚·格拉卡·奧蘇里奧博士請辭後，莊·悉素·麥菅在無競爭下接替當選。